# 金魚藻

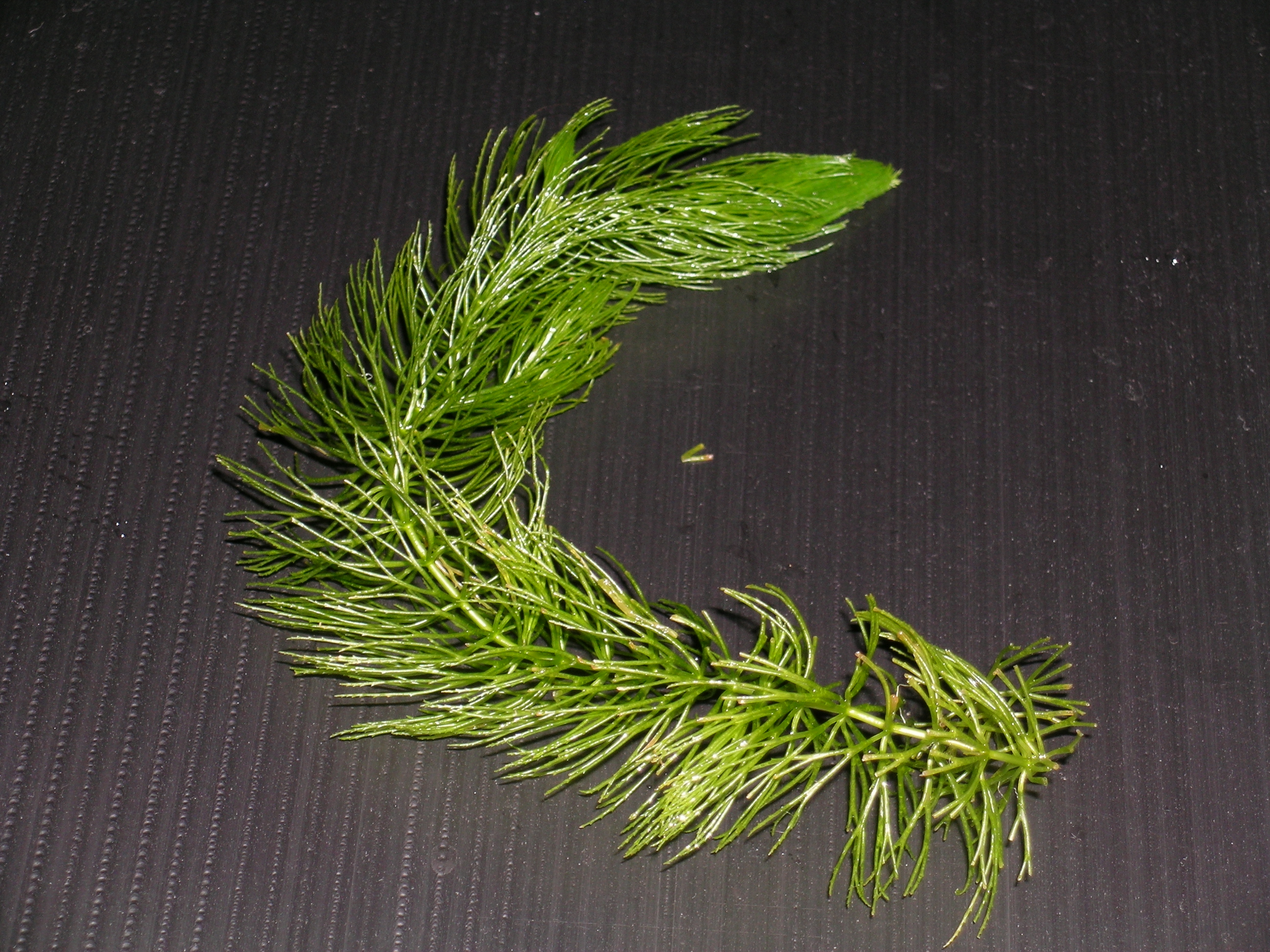
代表的な金魚藻のひとつで、沈水性の浮遊植物であるマツモ。

金魚藻、聚藻（きんぎょも）とは、いくつかの観賞用水草の俗称である。

## 概要
古くから栽培され、ポピュラーで、安価な水草である。多くは育成が簡単である。有茎草といって、茎を中心に茎の横から葉が伸び、上に成長し、成長すると横から新たな葉を出し、さらに上に伸びる。茎を中心に取り囲むように葉が茂る草体を持つ。昔から金魚の飼育に用いられ、金魚水槽のよき同居人となる。金魚にとって水草の存在は、エサでもあり水の浄化に一役買う存在でもあり、隠れ家として機能しリラックスをもたらすものであるからだ。また、春先には産卵床にもなる。金魚藻という名称がついているが、金魚以外の淡水魚に使っても問題ない。日本産淡水魚や水草をレイアウトした水槽にも、よく使われる。

## 金魚藻と呼ばれる水草

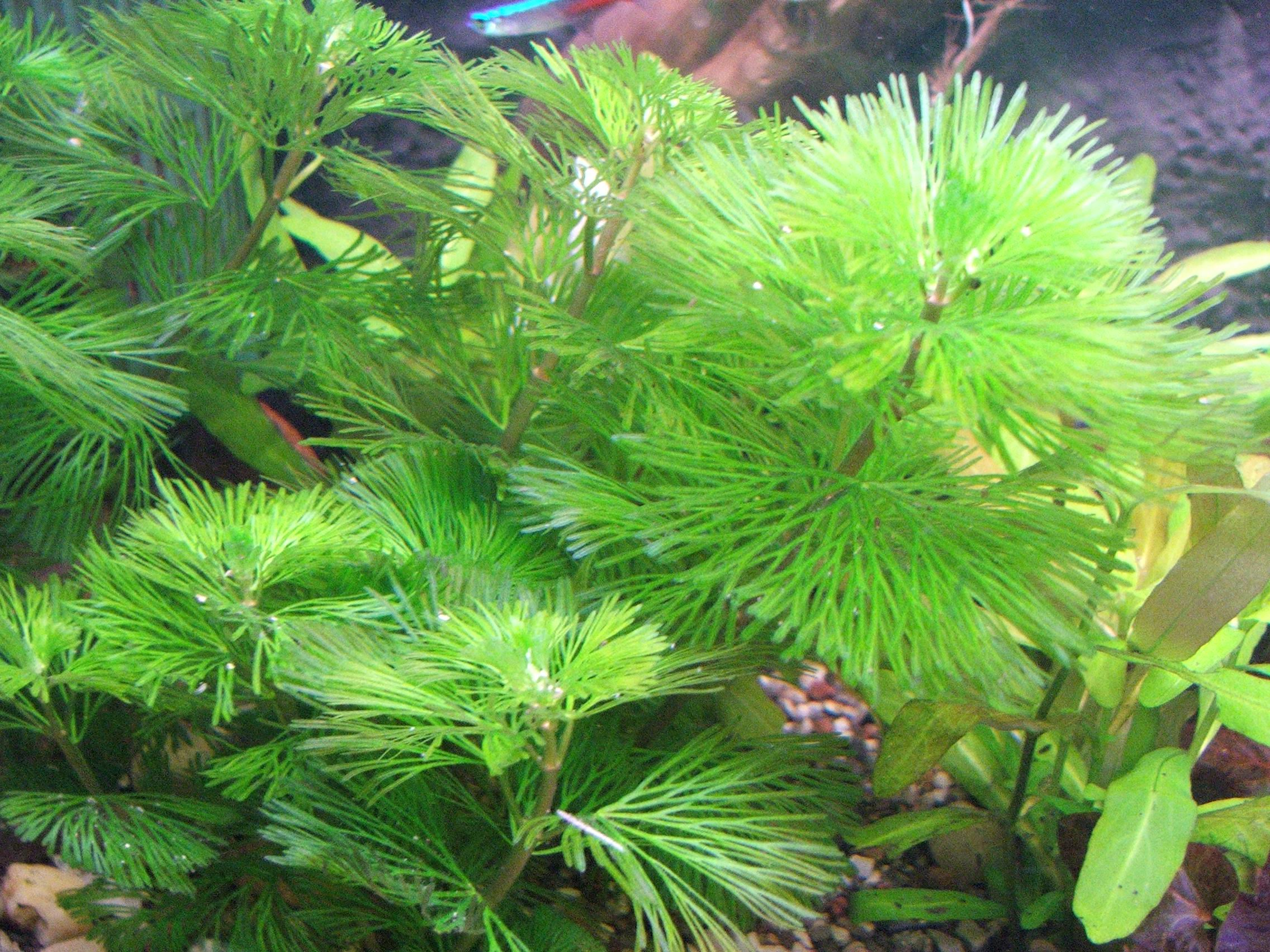
カボンバ

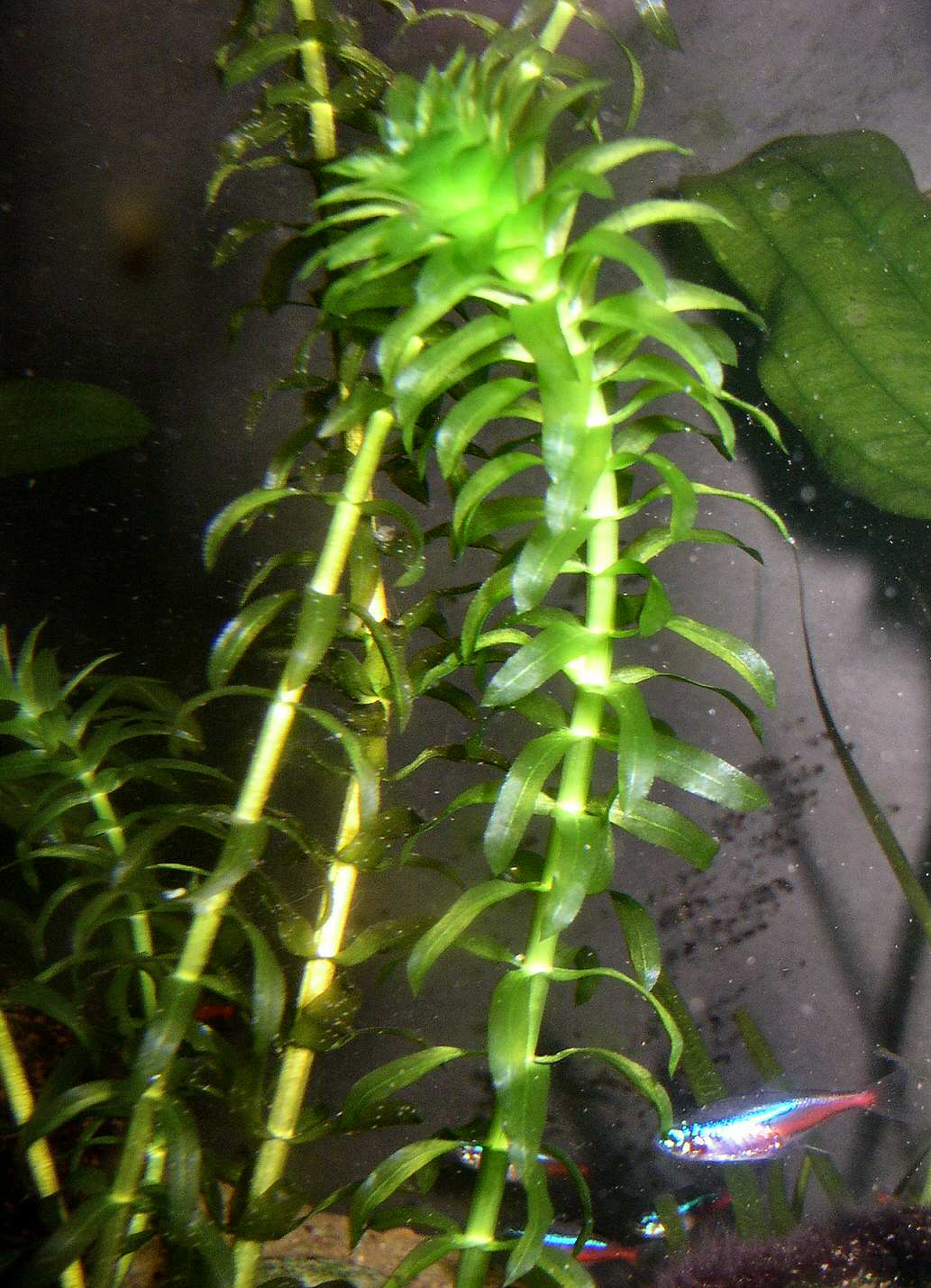
オオカナダモ(アナカリス)

### カボンバ
ハゴロモモ科カボンバ属に分類される種の総称。古くはカモンバ、キャボンバともいう。栽培は他の金魚藻に比べて難しい。北米原産だが、日本でも野生化している外来種である。近縁種では、南米原産の黄色っぽい葉をした「イエロー・カボンバ (Cabomba australis)」や、中南米原産の赤い「レッド・カボンバ(Cabomba piauhyensis)」も売られているが、普通の「カボンバ」として売られている種より、育成が難しい。この仲間は完全に水中で生活する沈水性の植物であり、水上葉は作らないが、頭頂部が水面に達すると、白い小さな花を水上に出すことがある。

### アナカリス
南アメリカ原産で、生物の実験材料として持ち込まれたものが繁殖した。1940年代に山口県で野生化の記録がある。栽培されたものがアナカリスとして、熱帯魚ショップなどで売買される。

### マツモ
世界中に生息していて、日本にも生息している在来種。とても丈夫で、熱帯魚やメダカの繁殖水槽にも、隠れ家や産卵床として用いられることがある。浮漂性の水草で、水中を漂って育つ。砂や土に植えても、根は出ない。地域差を無視した放流は遺伝子汚染も起こりえるので、日本にも自生するからといって、むやみに屋外に放すべきではない。